# Gustav Vasa
För andra betydelser, se Gustav Vasa (olika betydelser).
Gustav Vasa eller Gustav I, ursprungligen Gustav Eriksson, enligt flera källor född 12 maj 1496, död 29 september 1560 på Tre Kronor i Stockholm. var kung av Sverige 1523–1560 och riksföreståndare 1521–1523, under det pågående befrielsekriget. Hans makttillträde, inlett som ett uppror mot unionskungen Kristian II efter Stockholms blodbad, innebar slutet för Kalmarunionen. Gustav tillhörde Vasaätten, som genom honom blev den första monarkiska dynastin som regerade ett enat svenskt kungadöme som ett arvrike. Hans regering kännetecknas av införandet av ett starkt centralstyre i hela riket med en effektiv byråkrati och en evangelisk statskyrka grundad på Luthers lära. 
Gustavs roll i införandet av en svensk arvmonarki ses i dag som grundandet av den moderna nationalstaten Sverige, och det är den 6 juni – datumet då han valdes till kung av riksdagen i Strängnäs 1523 – som är Sveriges nationaldag. Han har senare, särskilt från det sena 1800‐talet, upphöjts till landsfader och har därmed blivit en viktig nationell symbol. I modern historiesyn har Gustav I utsatts för en mer kritisk analys där man poängterat hur han med brutala metoder och intensiv propaganda befäste sin makt och röjde motståndare ur vägen. Historikern Lars‐Olof Larsson har pekat på att Gustav med hänsynslöshet och maktlystnad i kombination med politisk skicklighet i mycket uppträdde i enlighet med den italienske politiske filosofen Niccolò Machiavellis principer för en furstes befästande av sin makt, något som den svenska historieskrivningen ofta uteslutit.

## Uppväxt

### Härstamning
Gustav var son till riddaren och riksrådet Erik Johansson till Rydboholm och Cecilia Månsdotter (Eka). Både farfar och farfarsfar var riddare och riksråd. Vasaätten kan ledas tillbaka till 1300‐talets uppländska lågfrälse och det var förhållandevis sent som släkten vann insteg i högfrälset med Gustavs farfars far, drotsen Kristiern Nilsson, och dennes bror.
I beskrivningen av Erik Johansson i olika 1500‐talskällor med varierande tendens framstår han med ett löjets skimmer över sig. Sin upphöjda samhällsställning till trots visar de bevarade beläggen ”att han måste ha varit ett ovanligt svagt nummer inom sin lysande ätt”, som personhistorikern Hans Gillingstam uttrycker det. Till och med Erik Johanssons egen brorsdotter Birgitta Kristiernsdotter karakteriserade denne som ”en simpel och enfaldig man”.
Erik Johanssons släktförbindelser inom högfrälset var däremot för sin tid optimala med riksföreståndaren Sten Sture den äldre som morbror och med mormodern som halvsyster till kung Karl Knutsson (Bonde). Dessutom blev Erik Johansson genom sitt giftermål med Cecilia Månsdotter, dotter till riksrådet Måns Karlsson (Eka), svåger med riksföreståndaren Sten Sture den yngre; denne var gift med Cecilias halvsyster Kristina Nilsdotter (Gyllenstierna). Denna släktförbindelse var sannolikt vägledande för utstakandet av den unge Gustavs ämbetsbana.
Genom sin farmor, Birgitta Gustavsdotter (Sture), härstammade Gustav från kung Sverker den yngre; han hade alltså kungligt blod i ådrorna, om än på långt håll.
Av Gustavs sju syskon dog fyra i ung ålder och två dog i dansk fångenskap. Systern Margareta Eriksdotter gifte sig 1516 med Joachim Bragde (Brahe), som avrättades vid Stockholms blodbad den 8 november 1520. I detta äktenskap föddes sonen Per Brahe den äldre, sedermera riksråd och greve. Margareta gifte sedan om sig 1525 med greven Johan av Hoya och Bruchhausen.

### De första åren
Gustav föddes troligen 12 maj 1496 på Lindholmens gård i Orkesta socken. Även Rydboholms slott, som ägdes av hans far Erik Johansson (Vasa) och där Gustav växte upp, anges ibland som hans födelseplats. Enligt uppgift skall dock familjen vid tidpunkten för Gustavs födelse ha vistats på Lindholmens gård, som också var i familjens ägo. Gustavs föräldrar ägde därutöver Eka gård, Ekaättens gamla stamgods. Sitt förnamn fick Gustav troligen från sin fars morfar; Gustav Anundsson Sture.
Enligt Peder Svarts krönika (som skrevs på uppdrag av Gustav) skickades Gustav vid tretton års ålder till Uppsala skola och universitet för att studera, bland annat latin och tyska. Han tros ha stannat där i knappt två år. Gustav lämnade skolan för gott, i vredesmod efter en upptuktelse av sin danske lärare, ”magister Ivar”. Han skall ha drivit sin dolk genom läroboken och yttrat: ”Jag tör giva dig och din skola tusende djävlar.”
Eftersom andra källor tyder på att han hade dåliga kunskaper i latin, är det oklart i vilken utsträckning han verkligen bedrev universitetsstudier (undervisningsspråket vid Uppsala universitet var latin). Efter vistelsen i Uppsala skickades han till sin släkting riksföreståndaren Sten Sture den yngres hov för utbildning i praktiska ting som hovseder, etikett och fäktning. Han fick också ett slags officersutbildning.
Enligt Peder Svart hade den unge Gustav vid denna tid "synnerligit umgänge" med Hemming Gadh, som då satt i Stens råd. Av Gadh fick Gustav "en ganska stor förfarenhet uti historier, krönikor, både gamle och nye, och jämväl om våre svenske handlingar, huru våre naboer [grannar] med de svenske handlat hade, av vilket han icke litet blev uppväckt till ett gott förstånd".
Enligt traditionell historieskrivning skulle Gustav tidigt ha börjat ta del i tidens politiska händelser och visat mandomsprov i slaget vid Vädla (vid nuvarande Djurgårdsbron i Stockholm) 1517 och slaget vid Brännkyrka 1518. En vanlig uppgift att Gustav skulle ha burit riksbaneret i slaget vid Brännkyrka är mycket osäker. Den kommer nämligen från en mening i Peder Svarts krönika som författaren hade strukit. Att föra riksbaneret var normalt ett hedersuppdrag för en väl meriterad riddare, inte för en oerfaren väpnare som Gustav. Mer trovärdig är skildringen av efterspelet till slaget. Kung Kristian II av Danmark föreslog att om Sten Sture skickade en gisslan bestående av sina fem viktigaste män, skulle Kristian komma i land och förhandla vid Österhaninge kyrka på Södertörn. När Kristian väl fått gisslan seglade han dock hem med den till Danmark, det vill säga med Olof Ryning, Hemming Gadh, Göran Siggesson (Sparre), Lars Siggesson (Sparre), Bengt Nilsson (Färla) och Gustav Eriksson (Vasa), som var yngst och vid tillfället 22 år.
Efter att på detta sätt ha förts till Danmark av Kristian II, hölls Gustav i fångenskap på Kalø slott nordöst om Århus på östra Jylland. Slottet ägdes av Erik Banner. Gustav åtnjöt under vistelsen ganska stor frihet, men detta tillstånd av overksamhet ska ha blivit honom allt odrägligare ju mer han fick höra berättas om de stora rustningar som Kristian företog i avsikt att underkuva svenskarna. Enligt Peder Svart vämjdes han vid danskarnas skryt om hur de sedan skulle "leva lusen" i Sverige och låta fattiga danskar gifta sig med svenska adels- och borgarfruar: "Av slike försmädelser och sarkasmer blev denne Gustav Eriksson övermåttan betagen av ängslan och grämelse, så att honom varken mat eller drick kunde väl smaka. Hans sömn var honom icke heller varken rolig eller söt."
Under fångenskapen försökte Kristian locka över gisslan på sin sida. Det lyckades med Olof Ryning, Hemming Gadh och Göran Siggesson (Sparre), medan de övriga vägrade. I september 1519 lyckades Gustav fly till Lübeck. Den danske slottsherren lyckades dock spåra upp honom och krävde att flyktingen skulle utlämnas. Gustav ska ha bevisat att han inte var en verklig fånge utan hade blivit bortförd genom svek. Han fick också skydd av borgmästaren och rådet, som var rädda att Kristian skulle bli alltför mäktig och hota Lübecks viktiga handel i Norden. Därför ansåg de det lämpligt att hjälpa  Gustav att återvända till sitt hemland. Först efter åtta månader i denna stad fick han tillfälle att resa hem till Sverige. Under tiden hade Kristian besegrat Sten Sture i slaget på Åsundens is den 19 januari 1520. Efter riksföreståndarens död den 3 februari 1520 saknade den svenska oppositionen mot den danska kungamakten ledare.

## Upproret mot Kristian II
När Gustav Vasa landsteg vid Stensö udde söder om Kalmar den 31 maj 1520 var Kristian II ännu inte obestridd herre över Sverige. Rikets båda huvudfästningar, Stockholm och Kalmar, tillhörde ännu motståndarna till Kristian och Gustav blev väl mottagen av befälhavaren på Kalmar slott, Anna Eriksdotter (Bielke). Enligt Peder Svarts krönika, det vill säga Gustavs egen propaganda, var knektarna i Kalmar defaitistiska och hotade att ta livet av Gustav när han manade till fortsatt motstånd. Gustav skulle därför inom kort ha flytt från Kalmar och utan framgång fortsatt att försöka uppvigla bönderna till motståndskamp. Denna beskrivning är dock inte trovärdig, eftersom Kalmar kapitulerade först tre månader efter hans flykt.

Gustav försökte uppenbarligen inte heller ta kontakt med de andra slotten som gjorde motstånd mot Kristian II (utöver Stockholm även Nyköping och Stegeborg). Vad han gjorde under sommaren 1520 är oklart. Kanske valde han att gömma sig i Småland i väntan på den nära förestående freden. När han fick kännedom om den befann han sig i Eksjötrakten.

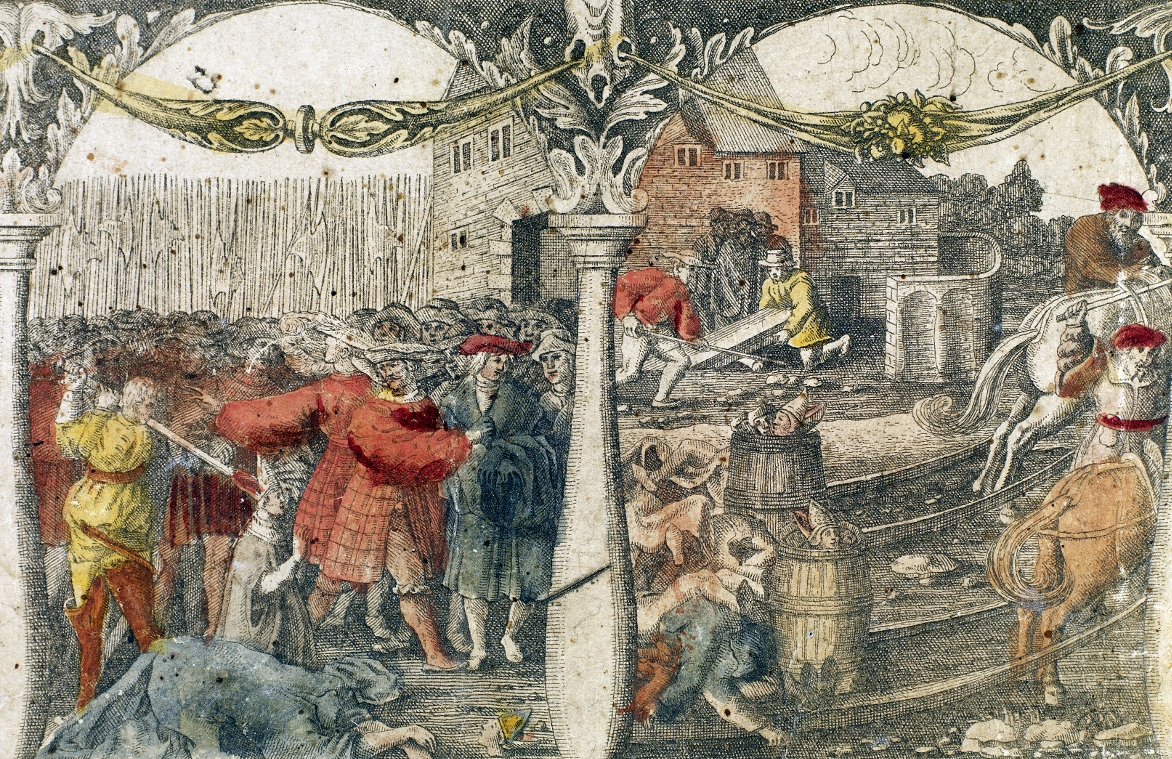
Stockholms blodbad på två scener från Blodbadstavlan. Till vänster skildras hur de två biskoparna halshuggs, och till höger hur kistan med Sten Sture d.y:s kropp grävs upp för att föras till kättarbålet.

Den 3 juni sammankallade Kristian II ett riksmöte i sitt läger utanför Stockholms murar för att förhandla med svenskarna. Den 5 september kom man överens, allting skulle vara glömt, alla fångar och upprorsmän skulle släppas och få amnesti. Sten Sture den yngres änka, Kristina Nilsdotter (Gyllenstierna), som hade lett försvaret av Stockholm mot danskarna, skulle få Hörningsholm och hela Muskö i förläning. Hon lovades dessutom Tavastehus slott i Finland. Den 7 september höll kung Kristian II sitt intåg i Stockholm, där alla kyrkklockor ringde för att hylla stadens nye härskare. Det skulle dock snart visa sig att hans avsikter var allt annat än vänskapliga.
Efter sin ankomst till Södermanland, där han i september besökte sin svåger Joakim Brahe och fick bo på Tärnö slott nordväst om Nyköping, fick Gustav veta att även Stockholm hade givit sig åt Kristian. Joakim Brahe var kallad till kung Kristians kröning i Stockholm. Förgäves varnade Gustav honom för att resa dit. Den 4 november kröntes Kristian II till Sveriges kung av den återinsatte ärkebiskopen Gustav Trolle och 8–9 november avrättades Joakim Brahe, Gustavs far Erik Johansson (Vasa) och ett åttiotal andra i Stockholms blodbad.
Gustav Eriksson hade begett sig vidare till sin fädernegård Räfsnäs i närheten av Mariefred, där han nu en tid höll sig stilla. I Mariefred besökte han den gamle ärkebiskopen Jakob Ulvsson för att be om råd. Ärkebiskopen lovade att skriva till riksrådet och utverka ”en fast försäkring” till Gustav. Då, i mitten av november, nåddes Gustav på Räfsnäs av underrättelsen om Stockholms blodbad. Hans far, två av hans morbröder och flera andra släktingar hade avrättats; tre av hans systrar, hans mor och hans mormor hade kastats i fängelse i Blå tornet i Köpenhamn. Alla hans gods och gårdar har dragits in. Danskarna sökte honom i hela landet.

### I Dalarna

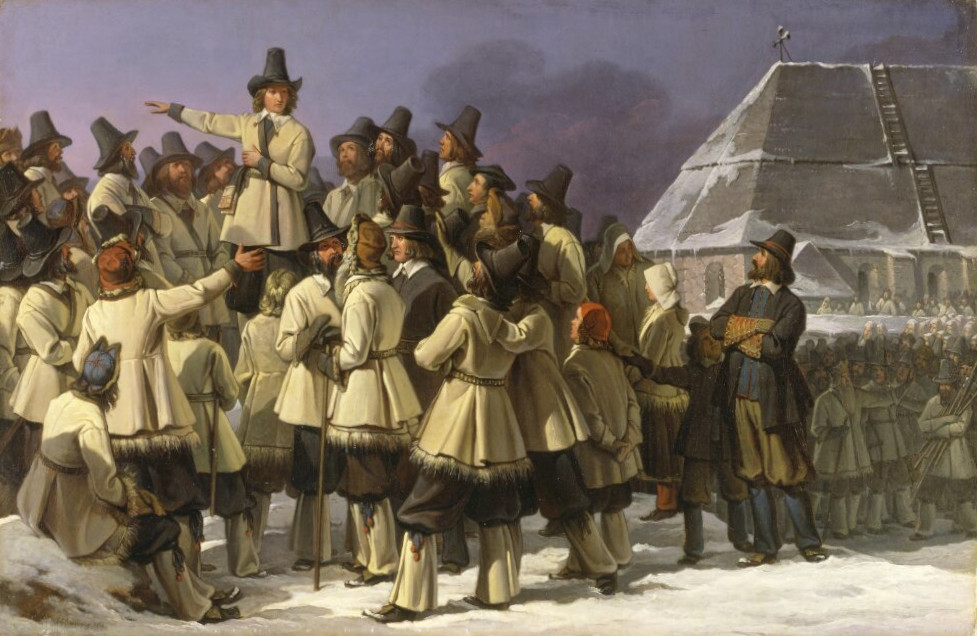
Gustav Vasa i Mora. Fresk i Vasakoret, Uppsala domkyrka, målad 1836. Tavlans morakarlar stämmer egentligen bättre på hur dessa såg ut på 1800‐talet än under Gustav Vasas tid, men är ett utmärkt exempel på den nationalromantiska bildflora som Gustav Vasas äventyr gett upphov till.

Gustav beslöt sig genast för att söka stöd i Dalarna för motstånd mot det danska väldet. I Dalarna hade nästan alla vapen och man hade lärt sig att uppror lönar sig efter både Engelbrekt Engelbrektssons uppror 1434, samt under sturarnas regim. Gustav Vasas släkting Kettil Karlsson (Vasa) hade dessutom jagat den gamle kungen Kristian I ur landet 1463 med hjälp av ett uppbåd dalkarlar. Det var därför inte konstigt att uppsöka dalkarlarnas stöd då deras tradition av uppror och som förkämpar bland Sveriges landskap garanterade allmogens stöd och var nyckeln till att antända resterande landskap till full revolt.
Den 25 november reste Gustav mot Bergslagen och efter några dagar befann han sig i Dalarna. Under de följande veckorna inträffade de mytomspunna händelser som förknippas med ortnamnen Rankhyttan, Ornäs, Svärdsjö, Isala, Marnäs, Rättvik, Mora, Utmeland och Sälen. Han sägs ha jagats av fiendens utskickade och flera gånger varit nära att falla i deras händer, men alltid räddats av uppoffrande, trogna män och kvinnor, samtidigt som han länge förgäves manat till uppror (se Gustav Vasas öden och äventyr i Dalarna).
Nya underrättelser om händelserna i Stockholm fick slutligen Morakarlarna på andra tankar. På den östgötske fogden Lasse Olssons uppmaning skickade de, enligt traditionen, två skidlöpare efter Gustav, som var på väg till Norge. De kom ikapp Gustav vid Sälen och fick honom med sig tillbaka till Mora. Till minnet av denna händelse åks varje år Vasaloppet mellan Sälen och Mora. Det är dock oklart om den mytomspunna första skidlöpningen verkligen ägde rum. Enligt bland annat Herman Lindqvist kunde Gustav själv inte åka skidor; det kunde inga unga adelsmän vid den tiden. Han förklarar därför historien om den blivande kungens skidflykt som en myt.[källa behövs]
I Mora utsåg Morakarlarna och sändebud från närliggande socknar Gustav, endast 24 år gammal, till ”hövitsman över Dalarna och meniga Sveriges rike” (januari 1521). Så inleddes upproret mot Kristian II som kom att utkämpas med Lasse Olsson som hövitsman över Gustav Erikssons här.

### Upprorets ledare
Gustav fick 16 livvakter som han kunde styra över, men han hade ingen flotta, inga kanoner, inga slott eller borgar. Upproret rörde sig dock söderut och hären bestod snart av mer än tusen man. Såväl Kopparbergets gruva som Västerås erövrades och plundrades och Gustav Trolle och hans 200 ryttare tvingades fly. Den upprorsrörelse, som på detta sätt utgick från Siljanssocknarna och som snart engagerade det övriga Dalarna, utbredde sig med stor hastighet till de andra landskapen. I slutet av april 1521 var Gustav Eriksson herre över Dalarna, Gästrikland, Västmanland och Närke med undantag av slotten; hälsingarna beslutade sig också till slut för att hjälpa Gustav.
Han avböjde ett erbjudande om uppgörelse och fri lejd till Stockholm. Vid midsommartiden stod han utanför Stockholm, men hans bondehär kunde däremot inte storma staden. Lars Siggesson (Sparre), som också varit gisslan hos Kristian II men som gått över till danskarnas sida, gick nu tillbaka till den svenska upprorssidan och Gustav Eriksson, liksom även Hans Brask och Ture Jönsson (Tre Rosor).

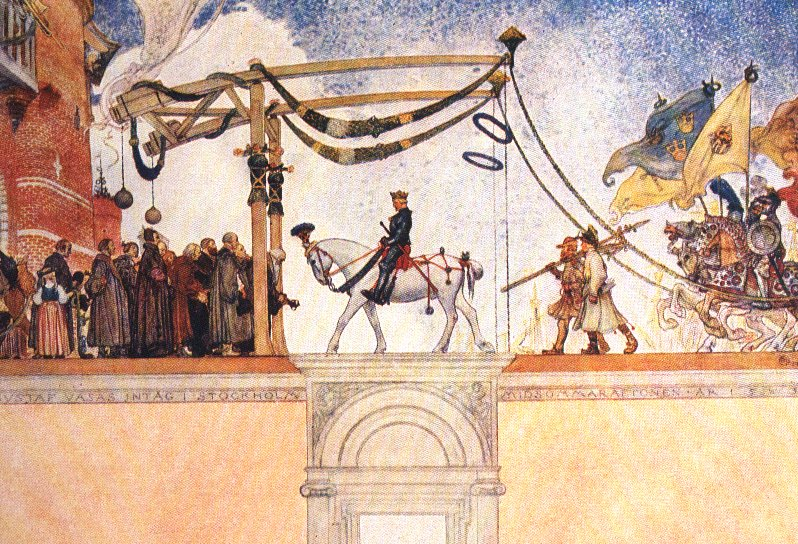
Gustav Vasas intåg i Stockholm 1523, väggmålning av Carl Larsson, 1908.

På en herredag i Vadstena i slutet av augusti 1521 erkändes Gustav Eriksson av Götalandskapen som Sveriges rikes hövitsman och riksföreståndare. Samtidigt lämnade den regering som tillsatts av Kristian II Sverige, på flykt undan armén som slog läger i Rotebro och Botkyrka socken. På vintern gick befälhavaren på Stegeborg, Berend von Melen, över till den nye riksföreståndarens sida och slottet Stegeborg föll i händerna på upprorsarmén. Emellertid dröjde det ännu till 1523 innan riket fullständigt var i Gustavs händer. Brist på belägringsmateriel och krigsövat manskap gjorde att det var svårt att inta de fasta slotten. Enda sättet var att svälta ut de försvarande, en metod som kunde användas effektivt mot fästningar vid havet först när Gustav i mitten av 1522 fick understöd av fartyg från Lübeck.
Den 17 juni 1523 intogs Stockholm och Gustav Eriksson gjorde sitt intåg i staden på midsommardagen den 24 juni. I juli samma år kapitulerade Kalmar för Gustavs trupper och den oktober 1523 föll de sista fästena i Finland. Gustav Eriksson hade lett största delen av kriget som riksföreståndare och avslutade det som kung.

## Gustav Vasa som kung
Gustav Eriksson blev utsedd till kung på riksdagen i Roggeborgen i Strängnäs 6 juni 1523. Bland annat till minne av detta firar Sverige sin nationaldag den 6 juni. Först 12 januari 1528 blev han krönt i Uppsala domkyrka. Genom att Gustav utsågs till kung, hade den provisoriska nationella styrelse som upprättats då Sten Sture den äldre ett halvt århundrade tidigare utsetts till riksföreståndare, övergått till att bli helt stadigvarande.

### Reformationen
Gustav Vasa försökte nu göra denna förändring till något annat än enbart ett namnbyte. Reformationen gav honom möjlighet till detta. Genom den kunde han undanröja kyrkan som en makt som dittills varit ett hinder för att utveckla en stark statsmakt i Sverige, bland annat genom kyrkans starka ekonomiska ställning som jordägare etc., som den fått genom alla gåvor och donationer liksom genom den rättighet kyrkan hade att få ta ut skatt från församlingarnas invånare (tionde som det beskrivs i Bibeln).
Han uppträdde dock inte som en agitator för de reformatoriska åsikterna, eller som en förtryckare av de motsatta. Att han redan under sin regerings första år intog denna ställning berodde troligen på att han insåg att det endast var inom den gamla kyrkan som man kunde finna de ekonomiska medel som krävdes för att stadga och ordna det nya styrelseskicket.

### Reduktionen
Gustav Vasas första direkta slag mot kyrkan bestod i att genomdriva de beslut som fattades på riksdagen i Västerås 1527. Dessa beslut avsåg huvudsakligen att ställa en del av det högre prästerskapets inkomster till kungens förfogande. De tillämpades sedan så att en stor del av de gods, från vilka dessa inkomster kom, indrogs till kronan. Denna åtgärd utsträcktes under senare delen av kung Gustavs regering även till annat som tillhörde kyrkan. Genom besluten i Västerås erkändes även kungen som kyrkans överhuvud i stället för påven, och åtgärder från Gustavs senare tid syftade till att ordna den kyrkliga styrelsen efter samma grunder som den världsliga. Med avseende på kyrkans lära gällde den 1527 stadgade grundsatsen, att Guds ord skulle rent predikas, och för kunskap om Guds ord hänvisades vid kyrkomötet i Örebro 1529 endast till den Heliga skrift. Någon närmare bestämmelse gavs inte. Första helsvenska bibeln, Gustav Vasas bibel, utkom 1541. I kyrkobruken gjordes först 1544 ändringar i protestantisk riktning.

### Utrikespolitik
En anledning till att Gustav ställde krav på att få kyrkans egendom var att Sverige hade blivit beroende av Lübeck, som hade gett stöd till landet under befrielsekriget och därmed hade stora fordringar på den svenska kronan. Dessutom hade Lübeck lyckats få privilegier som gav kontroll över Sveriges handel. Sedan skulden till Lübeck blivit betald omintetgjorde kung Gustav det inflytande som grundade sig på handelsprivilegierna genom sitt deltagande i Grevefejden, vilken för alltid gjorde slut på den tyska Hansans välde över Sveriges handel och gav möjlighet till en självständig utveckling av denna. I denna strid samarbetade Gustav med Kristian III av Danmark. Med anledning av de faror som hotade dem från deras gemensamme fiende, kejsar Karl V (svåger till den sedan 1532 fångne Kristian II), slöt de båda kungarna senare, 1541, ett formellt förbund. Men sedan faran från det hållet var över, framträdde gammal misstro mellan Sverige och Danmark med ny styrka (efter 1544), och Gustav befarade under sina senare år till och med att ett krig med Danmark skulle bryta ut. Med Sveriges östra granne, Ryssland, fördes under hans sista tid verkligen ett krig (1554–1557), utan att det dock ledde till någon ändring i gränserna emellan de båda rikena.

### Centralisering
Liksom kung Gustav beredde Sverige möjligheten till en självständig utrikespolitik, så öppnade hans regering ett nytt skede även i dess inrikespolitiska utveckling, främst genom stadgandet och utvecklandet av kungastatens rätt och makt gentemot de enskilda intressena. Av de hinder som förut mött utvecklandet av en stark kungamakt, undanröjdes ett, då hierarkin krossades genom reformationen. Adeln, som hade försvagats av Kristian II:s handlingar, gjordes av Gustav I till bundsförvant och tjänare åt kungamakten.
Reduktionen av de kyrkliga godsen och inkomsterna ställde tillgångar till kronans förfogande, som gav Gustav möjlighet att ge kungamakten en fast finansiell grund. Denna stärkte han genom att tillämpa delvis nya principer för villkoren för att ge bort län och för att bestämma skatter. Han skapade inga nya former för utövandet av kungamakten, utan utövade ett större inflytande främst genom sin personlighet att kontrollera detaljer. Trots att kungamakten under hans regering genomgick en så genomgripande förändring medförde den bara en enda förändring i lagens statsrättsliga bestämmelser, men en mycket viktig sådan: stadgandet om ett införande av arvrike (1540, 1544). I samband med detta bestämde han även att hertigdömen inom riket skulle ges åt hans yngre söner.
Härtill bidrog Gustav Vasas tyska rådgivare. Kungens främste rådgivare under de första åren hade varit Laurentius Andreæ, men i början av 1530‐talet föll han i onåd hos Gustav Vasa. En kort tid trädde Olaus Petri i hans ställe, men föll även han i onåd och ersattes snart av Wulf Gyler, vilken inledde raden av tyska rådgivare. Gyler föll i onåd och flydde utomlands, och ersattes av Conrad von Pyhy, vilken även han föll i onåd och fängslades, och då ersattes av Georg Norman.

### Kungen och bönderna
Alla uppskattningar av Sveriges befolkning före mitten av 1700‐talet är mycket osäkra, men man tror sig veta att det svenska riket hade ungefär en halv miljon invånare i den västra rikshalvan och 200 000 i Finland baserat på den jordabok över gårdar och egendomar som Gustav I lät upprätta. Det var bara drygt fem procent av dessa som levde i städerna. Sverige var alltså ett rike bestående av huvuddelen bönder, ett faktum som Gustav var mycket väl rustad att nyttja. En hel del korrespondens finns bevarad från kungen, som tycks, på ett mycket personligt sätt, ha engagerat sig i bönders produktion och jordbrukets effektivisering i Sverige. Gustav utfärdade bland annat ett mandat till bönderna på Öland om hur de skulle sköta sina gårdar. Till exempel skulle allt hö vara inne vid Sankt Olofs dag den 29 juli och all säd bärgad senast vid Sankt Bartolomei dag den 24 augusti. Följdes inte detta påbud kunde man vänta sig stränga böter.

### Uppror
Utvecklingen skedde dock inte utan motstånd – i synnerhet mot reformationen, men också mot det hårdare skatteuttaget –, och regimen utmanades av ett flertal uppror: i Dalarna 1524–1525, 1527–1528 och 1531–1533 (se Dalupproren), och även om den så kallade Daljunkern, troligen Sten Stures son Nils Stensson Sture, bidrog till oroligheterna i det andra så lyckades kungen med diplomatiska medel varje gång återta kontrollen innan han straffade de skyldiga. På liknande sätt stillade han 1529 Västgötaherrarnas uppror.
Det värsta hotet mot kungens makt kom dock åren 1542–1543, under Dackefejden, när bönder från Småland, Öland, östra Västergötland och södra Östergötland reste sig mot kungen och under lång tid höll kontrollen över dessa delar av riket (undantaget städerna Kalmar och Jönköping). Till slut kunde dock kungen med hjälp av värvade knektar återta kontrollen över landskapen, härja Dackes hembygd, fördriva hans släktingar och kollektivt bestraffa invånarna i landskapet.

## Äktenskap
Den 24 september 1531 gifte sig Gustav Vasa i Stockholm med prinsessan Katarina av Sachsen-Lauenburg, som emellertid avled redan fyra år senare, den 23 september 1535, efter att den 13 december 1533 ha fött den blivande Erik XIV. Rykten påstod att Gustav själv slog ihjäl henne med en yxhammare, men dessa uppgifter kommer enbart från hans fiender, och motsägs av uppgifter från Kristian III av Danmark som sett henne falla omkull under en dans kort tid innan hon avled. En undersökning av hennes kranium visade heller inga spår av våld, även om slutsatsen var något osäker på grund av delvis långt skriden förmultning.
Redan den 1 oktober 1536, på årsdagen av drottning Katarinas jordfästning, gifte Gustav om sig på Uppsala slott med Margareta Eriksdotter (Leijonhufvud). En inbjudan till bröllopet finns bevarad: ställd till slottsloven på Läckö slott, Lars Kafle: "Hälsning med Gud, min käre Lars Kafle, att du ville omaka dig och komma till vårt bröllop med jungfru Margareta Eriksdotter nästa söndag efter Michaelis, att göra dig glad med oss och flera av våra vänner. Vi vilja med dem dela, vad Gud förlänat."

Efter att Margareta, som framfött tio barn, avlidit den 26 augusti 1551 gifte Gustav 1552 om sig med den 40 år yngre Katarina Stenbock, som var systerdotter till kungens förra hustru. Äktenskapet mötte motstånd från det svenska prästerskapet på grund av släktskapet. Men Gustav lyckades driva igenom sin vilja även i detta fall. Först övertygade han rådet att godkänna äktenskapet och sedan övertalade han biskoparna att ge sitt godkännande. Dock lyckades kungen inte övertala ärkebiskopen att förrätta vigseln. Äktenskapet med drottning Katarina blev barnlöst. 

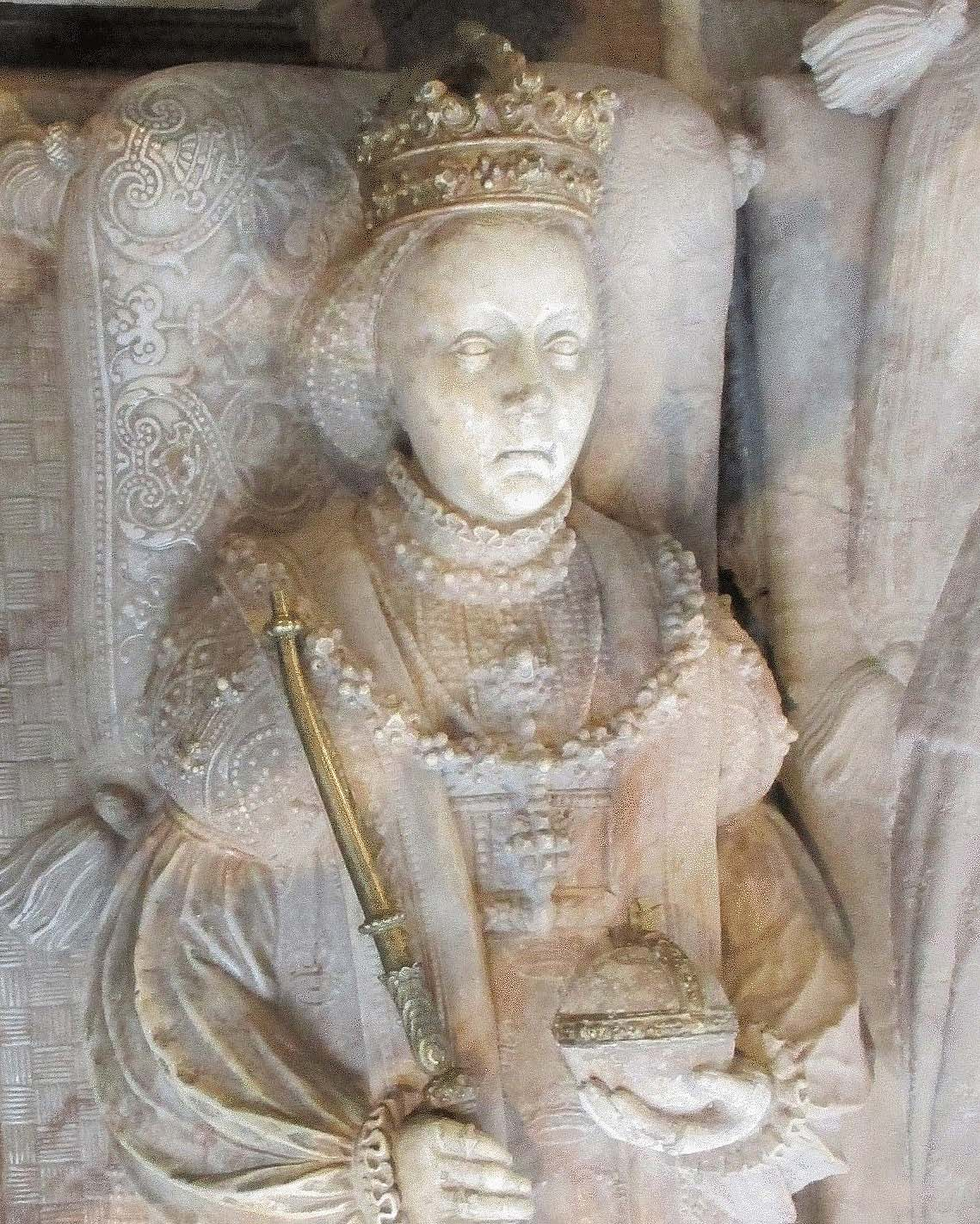
Katarina av Sachsen‐Lauenburg (gift 1531–1535).
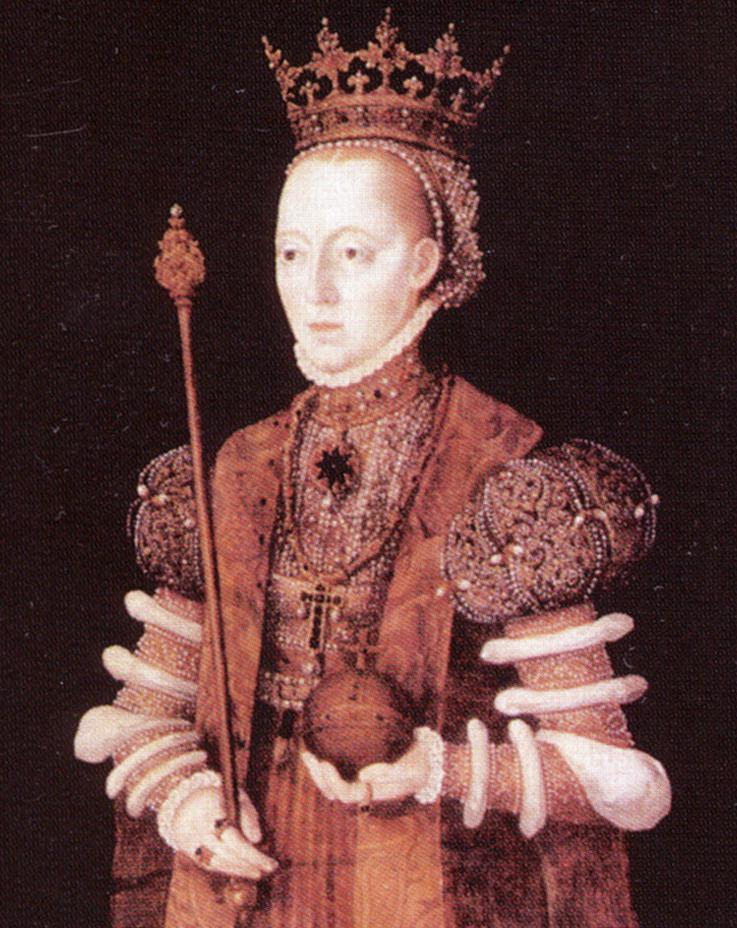
Margareta Leijonhufvud (gift 1536–1551).
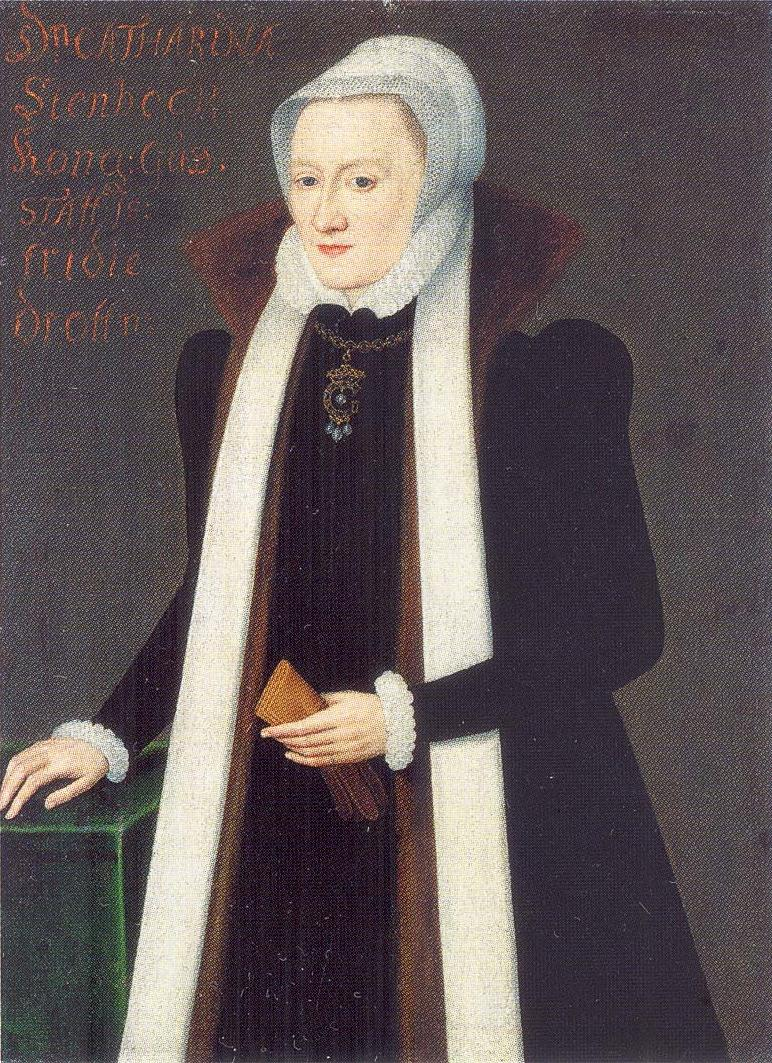
Katarina Stenbock (gift 1552–1560).

## Död och begravning

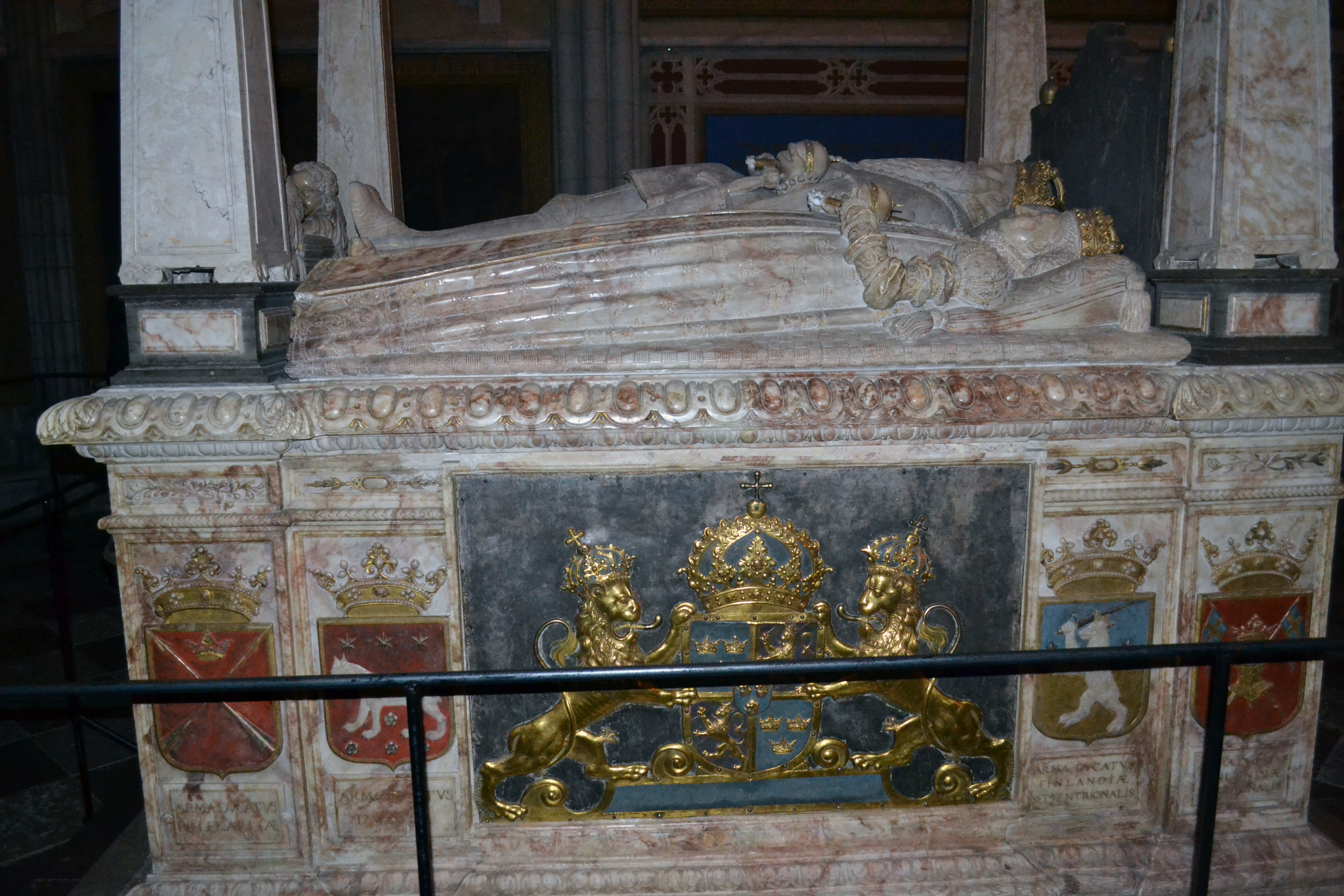
Gustav Vasas och hans drottningars grav i Uppsala domkyrka.

När Gustav Vasa kände slutet nalkas kallade han vid midsommartid 1560 till ett riksmöte Stockholm för att ta avsked av det svenska folket och redogöra för vad han uträttat som kung. Han intog sin tron med de äldsta sönerna vid sin sida; den yngste, den nioårige Karl, stod vid faderns knän. Det blev kungens sista offentliga framträdande, och talet avbröts då och då av tårar.
Därefter lästes kungens testamente upp, i vilket han överlämnade Sveriges krona till sin äldste son och gav de yngre sönerna betydande arvshertigdömen. Johan tilldelades sydvästra Finland, medan Karl fick Södermanland, Närke och Värmland. På detta vis blev Sverige i själva verket delat mellan flera furstar. Gustav hade dock inte glömt Bjälboätten brödrastrider, utan förmanade sönerna enträget att "såsom käre bröder varannan älska och endräktige bliva". Testamentet godkändes och stadfästes av ständerna.
Gustav Vasa avled den 29 september 1560 i sin kammare på slottet Tre kronor i Stockholm. Han blev förmodligen 64 år gammal. Den officiella dödsorsaken var ”Cholera” men det kan eventuellt ha varit dysenteri eller tyfus; alla dessa sjukdomar orsakas av bakterier som infekterar tarmarna. 
Hovapotekaren Lucas Ustal fick i uppgift att göra iordning kroppen och balsamera den. Efter att ha legat på lit de parade i åtta veckor avgick begravningståget från Stockholm den 17 december. Längst fram gick drygt 700 knektar och 200 av kungens ryttare som följdes av präster och djäknar. Sedan kom fyra härolder och 24 ryttare med svenska landskapsvapen och riksråden med huvudbaneret, rikssvärdet och kungens rustning med svärd. Kungens häst kom sedan och leddes av Gustav Johansson (Tre Rosor) följd av Kronprins Erik och hans bröder. Efter det kom mer riksråd och adelsherrar med cirka 150 svartklädda drabanter. Kungens döttrar och andra adelskvinnor följde. Sist i tåget var borgarna. Den 21 december gravsattes Gustav Vasa i Uppsala domkyrka bredvid hans två tidiga hustrur. 
Gustav Vasa och hans gemåler ligger begravda i Vasakoret i kyrkan. Gravvalvet består av två kammare. I den ena vilar kungen tillsammans med sina tre drottningar Katarina av Sachsen‐Lauenburg, Margareta Leijonhufvud och Katarina Stenbock. I den andra vilar hans son Johan III med sin ena drottning Gunilla Bielke. Den rikt dekorerade gravtumban som idag står i kyrkan kom till år 1583. Tumbans sidor är utsmyckade med Sveriges riksvapen och de enskilda landskapens vapen. Bilderna på landskapsvapnen är de äldsta kända återgivningarna av dessa som finns bevarade.
På 1830‐talet målade konstnären Johan Gustaf Sandberg sju fresker med motiv ur Gustav Vasas liv på väggarna i koret. De föreställer slaget vid Brännkyrka 1518, Gustavs vistelse Lübeck 1519–20, hans flykt till Dalarna 1521, talet till dalkarlarna vid Mora kyrka, den första svenska bibelöversättningen 1541, samt kungens avsked till ständerna före sin död 1560.
Gustav Vasas viloplats har öppnats flera gånger sedan begravningen. I juni 1767 lät den dåvarande kronprinsen Gustav (sedermera Gustav III) öppna gravarna. Gravarna förblev öppna och Gabriel Oxenstierna, som då var student i Uppsala, besökte gravvalvet och antecknade i sin dagbok vad han såg. Enligt Oxenstierna  det enbart Johan IIIs kropp som var någorlunda bevarad.
Den sista gången gravarna öppnades och undersöktes utförligt var i maj 1945. Kvarlevorna och föremålen blev då grundligt inventerat, röntgat och fotograferat under ledning av riksantikvarie Martin Olsson. Då gravöppningen drog till sig allmänhetens nyfikenhet ordnade undersökningsledningen och Domprosten en offentlig visning av Gustav Vasa kvarlevor i domkyrkan med start den 28 februari 1946. Biljetter såldes och det bildades en lång kö till evenemanget. Graven tillslöts igen den 9 maj samma år efter att undersökningen var klar och dom avlidnas kistor blivit renoverade. I november 2020 öppnades gravarna i samband med en renovering. En en översyn av gravvalvets tillstånd gjordes samtidigt. 

## Person och eftermäle

### Utseende och personlighetsdrag

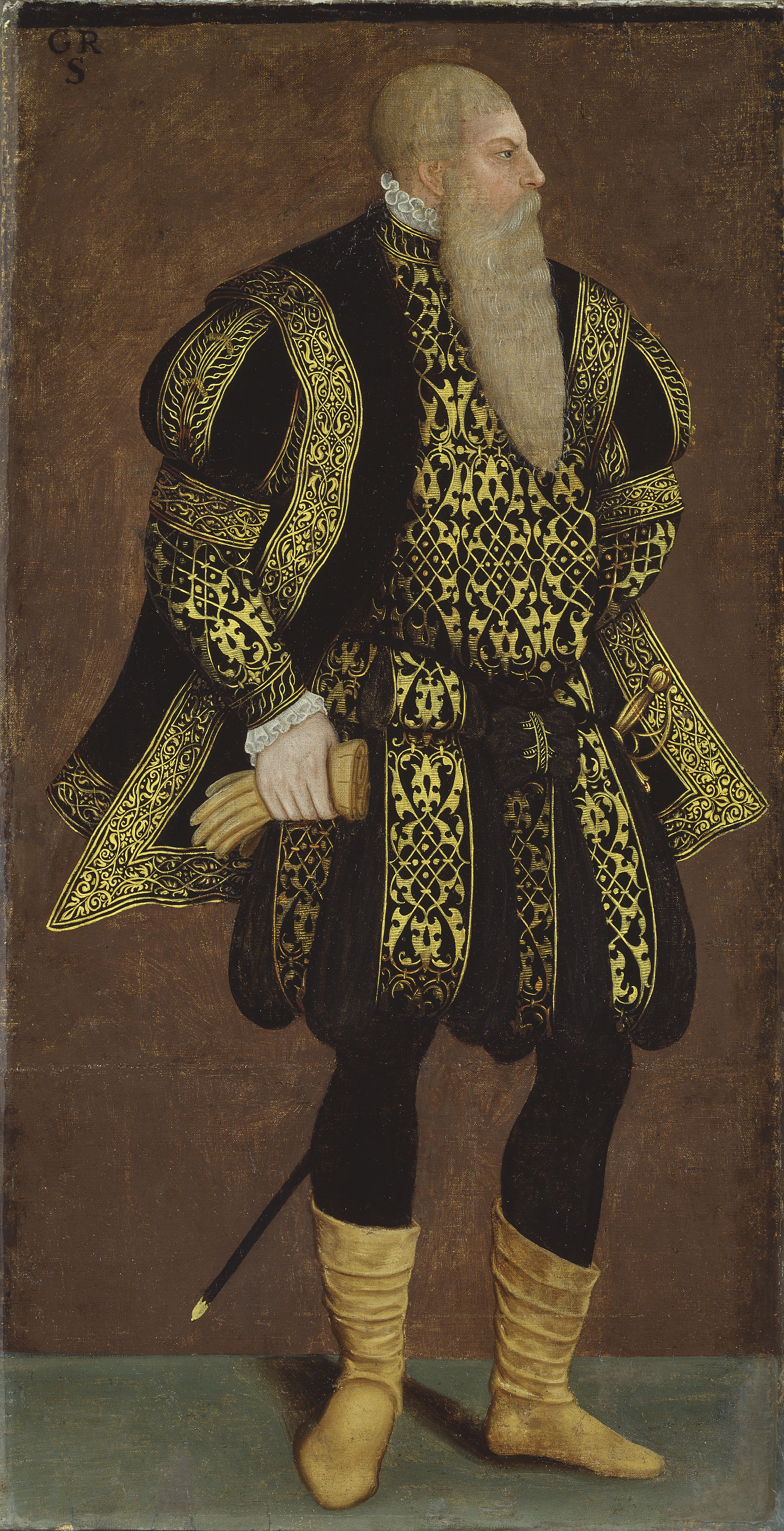
Gustav Vasa, porträtt från omkring 1558 i porträttsamlingen på Gripsholm. Okänd konstnär, men med mycket snarlikt utförande som en trärelief av kungen, gjord av Willem Boy vid ungefär samma tid.

Gustav Vasas sätt att styra var genom personlig maktutövning. Han var kraftfull i sin maktutövning och inte sällan hänsynslös, och lät ibland högre intressen stå tillbaka för det omedelbart praktiskt nyttiga. Gustav var en god talare, själv inte lärd men värderade bildning och såg till att ge sina söner god utbildning. Medicinskt finns osteologiska uppgifter om att han var cirka 173 centimeter, hade en svår tandinfektion och eventuellt någon form av benröta. Vid sitt bröllop 1552 hade kungen kronisk inflammation i både ben och tand och var tvungen att gå med käpp. Vid öppningen av Gustav Vasas grav i Uppsala domkyrka 1945 konstaterades att underkäken nästan helt saknade tänder.
Gustavs systerson Per Brahe beskriver honom (vid 30–40 års ålder) så här:
| ” | Han var av passelig manslängd, vid pass tre Stockholmsalnar och en tolftedels kvarter [ungefär 179 centimeter], hade ett ’trint’ huvud, vitgult hår, ett vackert, stort, långt skägg, skarpa ögon, liten rak näsa, en välbildad mun, rödletta kinder och rödbrun kropp, så välskapad som någon målare kunde önska sig, och så hel, att där ej fanns en fläck, som man kunde sätta en nålsudd uppå. Manlig och kunglig klädebonad bar han gärna, och på vad sätt kläderna än voro skurna, passade de honom väl. Han hade ett skarpsinnigt omdöme och överträffade, ehuru han ej själv haft tid att öva sig i bokliga konster, många, som hade studerat. Han kunde träffande bedöma målningar och ’beläten’, porträtt och byggnader, landskap, djurs, örters och träds proportioner och egenskaper. Han var gudfruktig och förde ett ärbart liv, så att han som ogift aldrig blev beryktad för någon konkubin; man visste ej heller tala om några hans oäkta barn, och sitt äktenskap höll han väl. Han var ock mycket lyckosam i allt vad han företog sig, i spel, när man någon gång förmådde honom därtill, i åkerbruk och boskapsskötsel, i fiske och malmfynd, ja till och med i att upptäcka dolda skatter i jorden. | „ |

Per Brahe nämnde också att kungen hade en stor passion för musik och älskade att lyssna både på sång och musikinstrument. Han uppges också själv ha varit en skicklig musiker som både kunde sjunga och spela. Hans favoritinstrument var lutan, "och var ingen den afton, när han var ensam, utan han övade sig ju däruppå", skriver Brahe.
Samtida listor över hovpersonalen visar att kungen år 1532 hade två italienska "lutenister" i sin tjänst, "Store Jeronimo" och "Lille Jeronimo", som tjänade 50 mark var om året. År 1553 hade antalet musiker ökat till 23 och inkluderade förutom "lutenister" även flöjtspelare, trumslagare, trumpetare, harpspelare och violinister. I samband med de båda italienarna kan nämnas en ännu mer ovanlig företeelse i Norden, nämligen den svarta afrikanen Antonius Blåman eller Morian, som år 1527 beväpnades med en hillebard och därmed fungerade som en slags drabant. Ännu år 1540 fanns denne afrikan i Gustav Vasas tjänst.
Enligt Per Brahes och andras vittnesbörd hade Gustav Vasa "ett övernaturligt gott minne. Vad han hade hört en gång eller två, det kunde han aldrig sedan förglömma." Han ska ha kunnat minnas namnen på alla byar han rest igenom och namnen på bönderna som bodde där. "Fick han rätt syn uppå någon person, då skulle han grant känna igen honom, om han icke hade sett honom på tio eller tjugu år", skriver Brahe.

### Bilden av Gustav Vasa
Beskrivningarna av Gustav Vasa har varierat igenom tiderna. Två av kungens skarpaste kritiker under hans egen livstid var Berend von Melen och Wulf Gyler. von Melen var en tysk legotruppsanförare som flydde från Sverige 1525. Han beskrev kungen som en svekfull skurk som ständigt var redo att stöta dolken i ryggen på sina gamla anhängare. Gyler arbetade en period som sekreterare åt kungen. Även han karakteriserade Gustav som en blodtörstig och hämndgirig tyrann som regelmässigt lät lönnmörda oppositionella och personligen misshandlade sina fogdar och skrivare för minsta misstanke om korruption och inkompetens.
Under nationalismen på 1800‐talet togs Gustav Vasa som symbol för Sveriges enande och sågs som en stor nationalhjälte. Det var i denna nationalistiska anda som man bestämde sig för att hålla Vasaloppet i början av 1920‐talet och som ett knäckebrödsfabrikat fick namnet Wasa. Efter andra världskriget har historieskrivningen istället varit mer till hans nackdel, och särskild kritik mot forna tiders historieskrivare gavs av Vilhelm Moberg. Han menade att kungen var en furste som styrde riket efter machiavelliska principer, och en usel regent som i kölvattnet efter att högadeln dödats under unionsstriderna och att en ny kyrka införts, ensam kunde tillskansa sig makt och rikedomar.
Enligt Lilla Uppslagsboken, tryckt 1974, var Gustav ”ej bokligt lärd men en sällsynt praktisk begåvning, god stilist och talare samt kraftfull men hänsynslös, häftig och sjukligt misstänksam”.

### Titlar, ordnar och utmärkelser
- Från ca. 1540 användes titeln ”Sveriges, Götes och Vendes konung” (lat. Rex Sueorum, Gothorum et Vandalorum, vilket de svenska kungarna bar fram till 1973.
- Riddare av Franska Mikaelsorden

### Minnesmärken

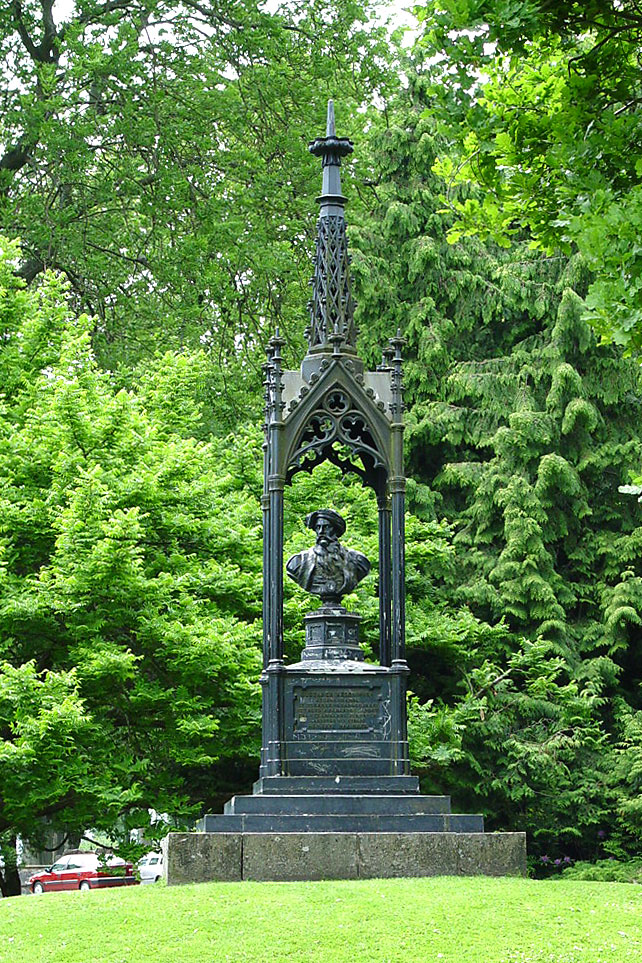
Byst av Gustav Vasa i Stadsparken i Kalmar. Under bysten står skrivet: Gustav Eriksson Wasa. Återvände ur tyrannens fångenskap: Att befria fäderneslandet från främmande förtryck. Landsteg vid Stensö den XXXI Maj MDXX.

- Staty utanför Riddarhuspalatset i Stockholm (1773, avtäckt midsommaraftonen 1774, modellerad av Pierre Hubert L'Archevêque)
- Staty på Mora strand (1903, av Anders Zorn)
- Staty på Hemvärnets stridsskola i Vällinge, framför slottet. En kopia i mindre storlek av Zorns staty i Mora.
- Staty i kvarnparken i Gävle (av Ida Matton. Statyn tillkom för att minna om att Gävle som en av Sveriges första städer, anslöt sig till Gustav Vasas frihetsrörelse 1521. Den avtäcktes 1924. På granitsockeln finns inristat i guld ”Gustaf Eriksson Vasa 1521. Då trädde där fram gullhårig en yngling knappt tjugoårig.” Under finns Vasakärven och de tre svenska regaliekronorna.)

Byster av honom finns uppställda på:
- Uppsala slotts borggård (modellerad av Bengt Erland Fogelberg)
- Västerås (modellerad av Carl Gustaf Qvarnström).
- Stensö (1851, modellerad efter Johan Tobias Sergel; numera flyttad till stadsparken intill Kalmar slott

En minnessten restes på Lindholmens sätesgård 1866. Utmelandsmonumentet är en byggnad i Mora till 300‐årsminnet av Gustav I:s död, monumentet invigdes den 29 september 1860.
I Nordiska museet finns en kolossalstod av målat trä skapad av Carl Milles. I en väggmålning i Nationalmuseum har Carl Larsson skildrat hans intåg i Stockholm 1523.
Gustav Vasa avbildades 1989–2015 på den svenska tusenkronorssedeln.

## Ättlingar och släkt

### Barn
I två av sina äktenskap fick Gustav Vasa sammanlagt elva barn av vilka nio nådde vuxen ålder.
Barn med Katarina av Sachsen-Lauenburg:
1. Erik XIV (1533–1577), kung av Sverige 1560–1568

Barn med Margareta Eriksdotter (Leijonhufvud):
1. Johan III (1537–1592), kung av Sverige 1568–1592
2. Katarina (1539–1610), g.m. greve Edzard II av Ostfriesland
3. Cecilia (1540–1627), g.m. markgreve Kristoffer II av Baden-Rodemachern
4. Magnus (1542–1595), hertig av Östergötland
5. Karl (född och död 1544)
6. Anna (1545–1610), g.m. greve Georg Johan I av Pfalz-Veldenz
7. Sten (1546–1547)
8. Sofia (1547–1611), g.m. hertig Magnus II av Sachsen-Lauenburg
9. Elisabet (1549–1597), g.m. hertig Kristofer av Mecklenburg
10. Karl IX (1550–1611), riksföreståndare 1599–1604 och kung av Sverige 1604–1611

### Antavla
|               |  |  |  |  |  |  |  |                               |  |  |  |  |  |  |  |                                |  |  |  |  |  |  |  |                                  |  |  |  |  |  |  |  | Nils Kettilsson (Vasa)                  |
|               |  |  |  |  |  |  |  |                               |  |  |  |  |  |  |  |                                |  |  |  |  |  |  |  |                                  |  |  |  |  |  |  |  |                                         |
|               |  |  |  |  |  |  |  |                               |  |  |  |  |  |  |  |                                |  |  |  |  |  |  |  | Krister Nilsson (Vasa)           |  |  |  |  |  |  |  |                                         |
|               |  |  |  |  |  |  |  |                               |  |  |  |  |  |  |  |                                |  |  |  |  |  |  |  |                                  |  |  |  |  |  |  |  |                                         |
|               |  |  |  |  |  |  |  |                               |  |  |  |  |  |  |  |                                |  |  |  |  |  |  |  |                                  |  |  |  |  |  |  |  | Christina Jonsdotter (Rickeby)          |
|               |  |  |  |  |  |  |  |                               |  |  |  |  |  |  |  |                                |  |  |  |  |  |  |  |                                  |  |  |  |  |  |  |  |                                         |
|               |  |  |  |  |  |  |  |                               |  |  |  |  |  |  |  | Johan Kristiernsson (Vasa)     |  |  |  |  |  |  |  |                                  |  |  |  |  |  |  |  |                                         |
|               |  |  |  |  |  |  |  |                               |  |  |  |  |  |  |  |                                |  |  |  |  |  |  |  |                                  |  |  |  |  |  |  |  |                                         |
|               |  |  |  |  |  |  |  |                               |  |  |  |  |  |  |  |                                |  |  |  |  |  |  |  |                                  |  |  |  |  |  |  |  | Erik Krummedige                         |
|               |  |  |  |  |  |  |  |                               |  |  |  |  |  |  |  |                                |  |  |  |  |  |  |  |                                  |  |  |  |  |  |  |  |                                         |
|               |  |  |  |  |  |  |  |                               |  |  |  |  |  |  |  |                                |  |  |  |  |  |  |  | Margareta Eriksdotter Krummedige |  |  |  |  |  |  |  |                                         |
|               |  |  |  |  |  |  |  |                               |  |  |  |  |  |  |  |                                |  |  |  |  |  |  |  |                                  |  |  |  |  |  |  |  |                                         |
|               |  |  |  |  |  |  |  |                               |  |  |  |  |  |  |  |                                |  |  |  |  |  |  |  |                                  |  |  |  |  |  |  |  | Beata von Thienen                       |
|               |  |  |  |  |  |  |  |                               |  |  |  |  |  |  |  |                                |  |  |  |  |  |  |  |                                  |  |  |  |  |  |  |  |                                         |
|               |  |  |  |  |  |  |  | Erik Johansson (Vasa)         |  |  |  |  |  |  |  |                                |  |  |  |  |  |  |  |                                  |  |  |  |  |  |  |  |                                         |
|               |  |  |  |  |  |  |  |                               |  |  |  |  |  |  |  |                                |  |  |  |  |  |  |  |                                  |  |  |  |  |  |  |  |                                         |
|               |  |  |  |  |  |  |  |                               |  |  |  |  |  |  |  |                                |  |  |  |  |  |  |  |                                  |  |  |  |  |  |  |  | Anund Algotsson Sture                   |
|               |  |  |  |  |  |  |  |                               |  |  |  |  |  |  |  |                                |  |  |  |  |  |  |  |                                  |  |  |  |  |  |  |  |                                         |
|               |  |  |  |  |  |  |  |                               |  |  |  |  |  |  |  |                                |  |  |  |  |  |  |  | Gustav Anundsson Sture           |  |  |  |  |  |  |  |                                         |
|               |  |  |  |  |  |  |  |                               |  |  |  |  |  |  |  |                                |  |  |  |  |  |  |  |                                  |  |  |  |  |  |  |  |                                         |
|               |  |  |  |  |  |  |  |                               |  |  |  |  |  |  |  |                                |  |  |  |  |  |  |  |                                  |  |  |  |  |  |  |  | Christina Anundsdotter (Lejonansikte)   |
|               |  |  |  |  |  |  |  |                               |  |  |  |  |  |  |  |                                |  |  |  |  |  |  |  |                                  |  |  |  |  |  |  |  |                                         |
|               |  |  |  |  |  |  |  |                               |  |  |  |  |  |  |  | Birgitta Gustavsdotter (Sture) |  |  |  |  |  |  |  |                                  |  |  |  |  |  |  |  |                                         |
|               |  |  |  |  |  |  |  |                               |  |  |  |  |  |  |  |                                |  |  |  |  |  |  |  |                                  |  |  |  |  |  |  |  |                                         |
|               |  |  |  |  |  |  |  |                               |  |  |  |  |  |  |  |                                |  |  |  |  |  |  |  |                                  |  |  |  |  |  |  |  | Sten Turesson (Bielke)                  |
|               |  |  |  |  |  |  |  |                               |  |  |  |  |  |  |  |                                |  |  |  |  |  |  |  |                                  |  |  |  |  |  |  |  |                                         |
|               |  |  |  |  |  |  |  |                               |  |  |  |  |  |  |  |                                |  |  |  |  |  |  |  | Birgitta Stensdotter (Bielke)    |  |  |  |  |  |  |  |                                         |
|               |  |  |  |  |  |  |  |                               |  |  |  |  |  |  |  |                                |  |  |  |  |  |  |  |                                  |  |  |  |  |  |  |  |                                         |
|               |  |  |  |  |  |  |  |                               |  |  |  |  |  |  |  |                                |  |  |  |  |  |  |  |                                  |  |  |  |  |  |  |  | Margareta Karlsdotter (Sparre av Tofta) |
|               |  |  |  |  |  |  |  |                               |  |  |  |  |  |  |  |                                |  |  |  |  |  |  |  |                                  |  |  |  |  |  |  |  |                                         |
| Kung Gustav I |  |  |  |  |  |  |  |                               |  |  |  |  |  |  |  |                                |  |  |  |  |  |  |  |                                  |  |  |  |  |  |  |  |                                         |
|               |  |  |  |  |  |  |  |                               |  |  |  |  |  |  |  |                                |  |  |  |  |  |  |  |                                  |  |  |  |  |  |  |  | Magnus Trottesson (Eka)                 |
|               |  |  |  |  |  |  |  |                               |  |  |  |  |  |  |  |                                |  |  |  |  |  |  |  |                                  |  |  |  |  |  |  |  |                                         |
|               |  |  |  |  |  |  |  |                               |  |  |  |  |  |  |  |                                |  |  |  |  |  |  |  | Karl Magnusson (Eka)             |  |  |  |  |  |  |  |                                         |
|               |  |  |  |  |  |  |  |                               |  |  |  |  |  |  |  |                                |  |  |  |  |  |  |  |                                  |  |  |  |  |  |  |  |                                         |
|               |  |  |  |  |  |  |  |                               |  |  |  |  |  |  |  |                                |  |  |  |  |  |  |  |                                  |  |  |  |  |  |  |  | Märta Magnusdotter (Kase)               |
|               |  |  |  |  |  |  |  |                               |  |  |  |  |  |  |  |                                |  |  |  |  |  |  |  |                                  |  |  |  |  |  |  |  |                                         |
|               |  |  |  |  |  |  |  |                               |  |  |  |  |  |  |  | Måns Karlsson (Eka)            |  |  |  |  |  |  |  |                                  |  |  |  |  |  |  |  |                                         |
|               |  |  |  |  |  |  |  |                               |  |  |  |  |  |  |  |                                |  |  |  |  |  |  |  |                                  |  |  |  |  |  |  |  |                                         |
|               |  |  |  |  |  |  |  |                               |  |  |  |  |  |  |  |                                |  |  |  |  |  |  |  |                                  |  |  |  |  |  |  |  | Arent Pinnow                            |
|               |  |  |  |  |  |  |  |                               |  |  |  |  |  |  |  |                                |  |  |  |  |  |  |  |                                  |  |  |  |  |  |  |  |                                         |
|               |  |  |  |  |  |  |  |                               |  |  |  |  |  |  |  |                                |  |  |  |  |  |  |  | Birgitta Arentsdotter Pinnow     |  |  |  |  |  |  |  |                                         |
|               |  |  |  |  |  |  |  |                               |  |  |  |  |  |  |  |                                |  |  |  |  |  |  |  |                                  |  |  |  |  |  |  |  |                                         |
|               |  |  |  |  |  |  |  |                               |  |  |  |  |  |  |  |                                |  |  |  |  |  |  |  |                                  |  |  |  |  |  |  |  | Elin Andersdotter (Ulfstand af Årby)    |
|               |  |  |  |  |  |  |  |                               |  |  |  |  |  |  |  |                                |  |  |  |  |  |  |  |                                  |  |  |  |  |  |  |  |                                         |
|               |  |  |  |  |  |  |  | Cecilia Månsdotter (Ekaätten) |  |  |  |  |  |  |  |                                |  |  |  |  |  |  |  |                                  |  |  |  |  |  |  |  |                                         |
|               |  |  |  |  |  |  |  |                               |  |  |  |  |  |  |  |                                |  |  |  |  |  |  |  |                                  |  |  |  |  |  |  |  |                                         |
|               |  |  |  |  |  |  |  |                               |  |  |  |  |  |  |  |                                |  |  |  |  |  |  |  |                                  |  |  |  |  |  |  |  | Isak Isaksson (Banér)                   |
|               |  |  |  |  |  |  |  |                               |  |  |  |  |  |  |  |                                |  |  |  |  |  |  |  |                                  |  |  |  |  |  |  |  |                                         |
|               |  |  |  |  |  |  |  |                               |  |  |  |  |  |  |  |                                |  |  |  |  |  |  |  | Eskil Isaksson (Banér)           |  |  |  |  |  |  |  |                                         |
|               |  |  |  |  |  |  |  |                               |  |  |  |  |  |  |  |                                |  |  |  |  |  |  |  |                                  |  |  |  |  |  |  |  |                                         |
|               |  |  |  |  |  |  |  |                               |  |  |  |  |  |  |  |                                |  |  |  |  |  |  |  |                                  |  |  |  |  |  |  |  | Märta Siggesdotter (Brun)               |
|               |  |  |  |  |  |  |  |                               |  |  |  |  |  |  |  |                                |  |  |  |  |  |  |  |                                  |  |  |  |  |  |  |  |                                         |
|               |  |  |  |  |  |  |  |                               |  |  |  |  |  |  |  | Sigrid Eskilsdotter (Banér)    |  |  |  |  |  |  |  |                                  |  |  |  |  |  |  |  |                                         |
|               |  |  |  |  |  |  |  |                               |  |  |  |  |  |  |  |                                |  |  |  |  |  |  |  |                                  |  |  |  |  |  |  |  |                                         |
|               |  |  |  |  |  |  |  |                               |  |  |  |  |  |  |  |                                |  |  |  |  |  |  |  |                                  |  |  |  |  |  |  |  | Harald Stensson Gren                    |
|               |  |  |  |  |  |  |  |                               |  |  |  |  |  |  |  |                                |  |  |  |  |  |  |  |                                  |  |  |  |  |  |  |  |                                         |
|               |  |  |  |  |  |  |  |                               |  |  |  |  |  |  |  |                                |  |  |  |  |  |  |  | Cecilia Haraldsdotter Gren       |  |  |  |  |  |  |  |                                         |
|               |  |  |  |  |  |  |  |                               |  |  |  |  |  |  |  |                                |  |  |  |  |  |  |  |                                  |  |  |  |  |  |  |  |                                         |
|               |  |  |  |  |  |  |  |                               |  |  |  |  |  |  |  |                                |  |  |  |  |  |  |  |                                  |  |  |  |  |  |  |  | Sigrid Tomasdotter von Vitzen           |
|               |  |  |  |  |  |  |  |                               |  |  |  |  |  |  |  |                                |  |  |  |  |  |  |  |                                  |  |  |  |  |  |  |  |                                         |

## Galleri

Gustav Vasa på en målning attribuerat till Cornelius Arendtz. Utförd med Jakob Bincks porträtt eller någon av kopiorna på detta som förebild.
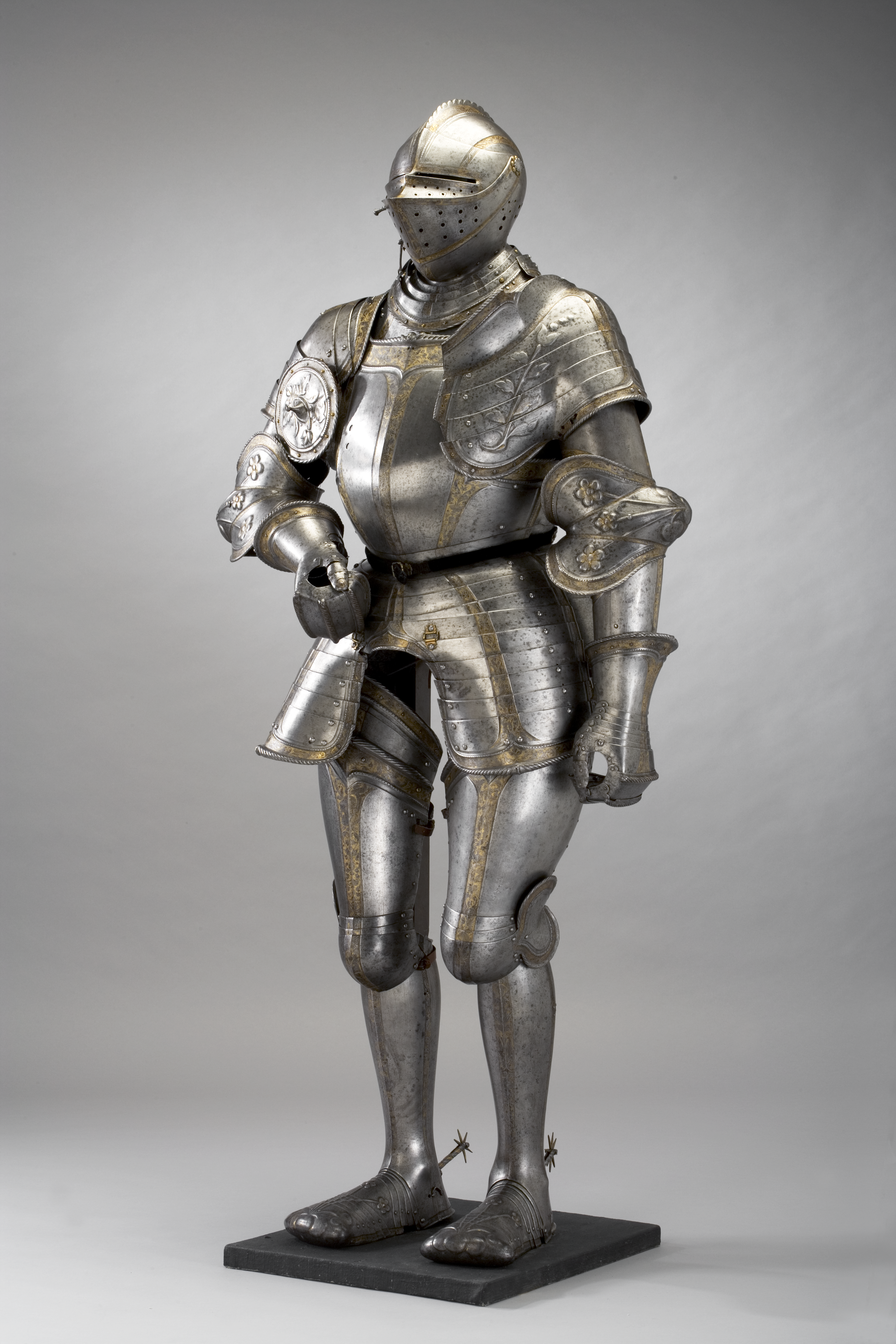
Gustav Vasas rustning utställd på Livrustkammaren i Stockholm.
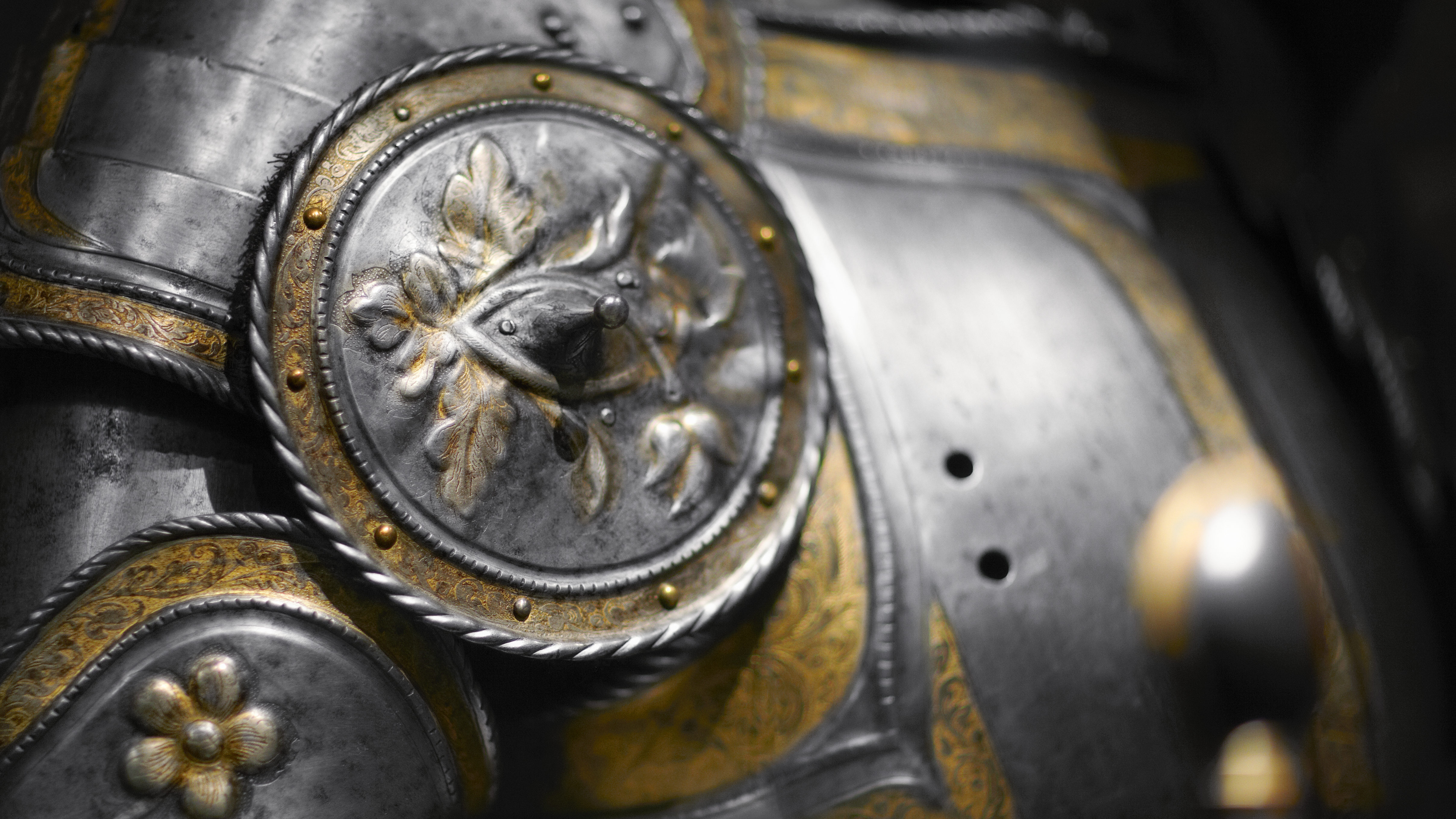
Detalj Gustav Vasas rustning, 1540.
Detalj Gustav Vasas rustning, 1540.
Gustav Vasas hjälm från cirka 1540. Livrustkammaren.
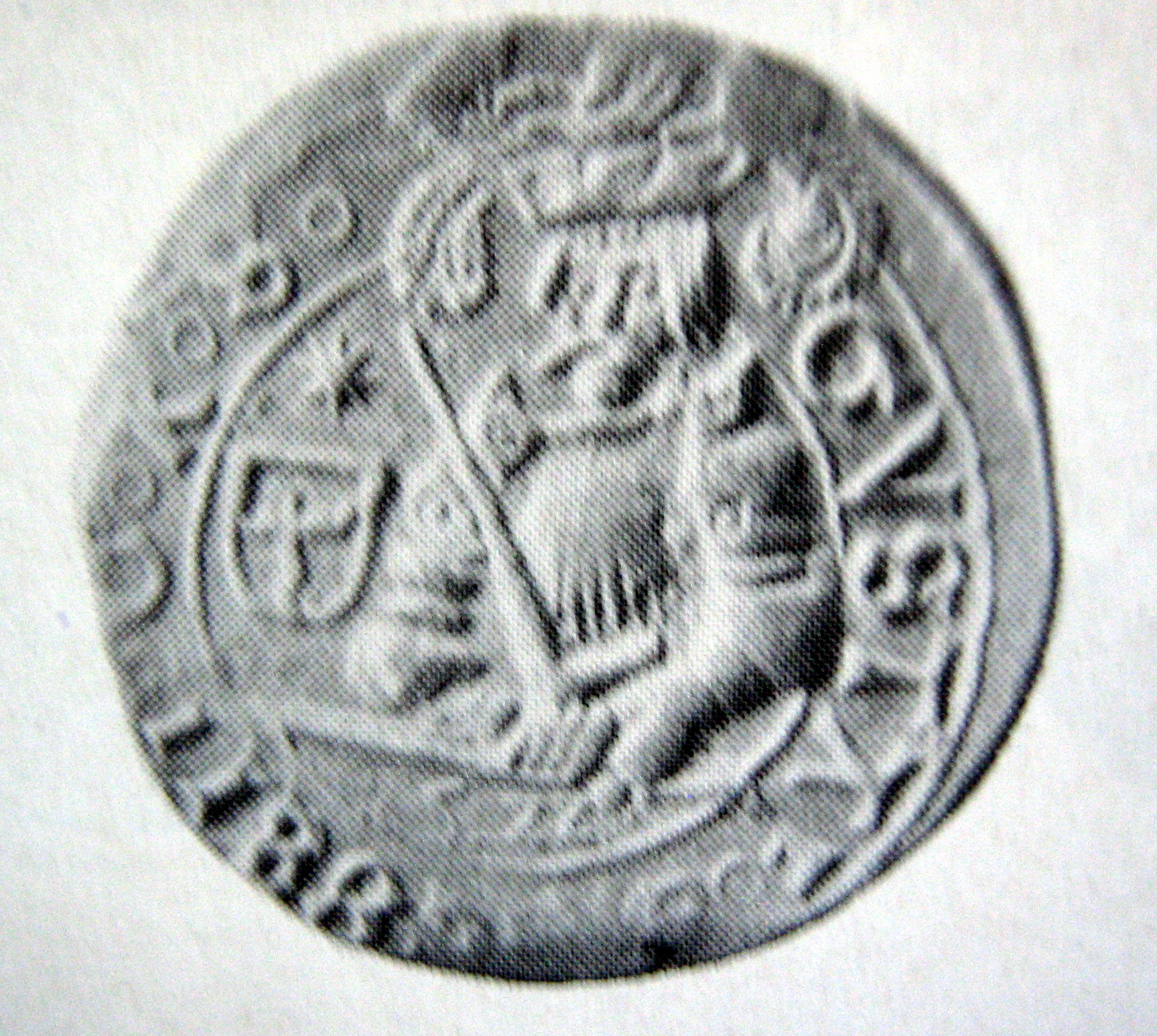
Svenskt silvermynt, 1/4 gyllen, präglad i Hedemora eller Söderköping 1522 med Gustav Vasas porträtt. Omskriften (här delvis otydlig) lyder Gustaf Ericsen G(ubernator) R(egni) S(ueciæ).
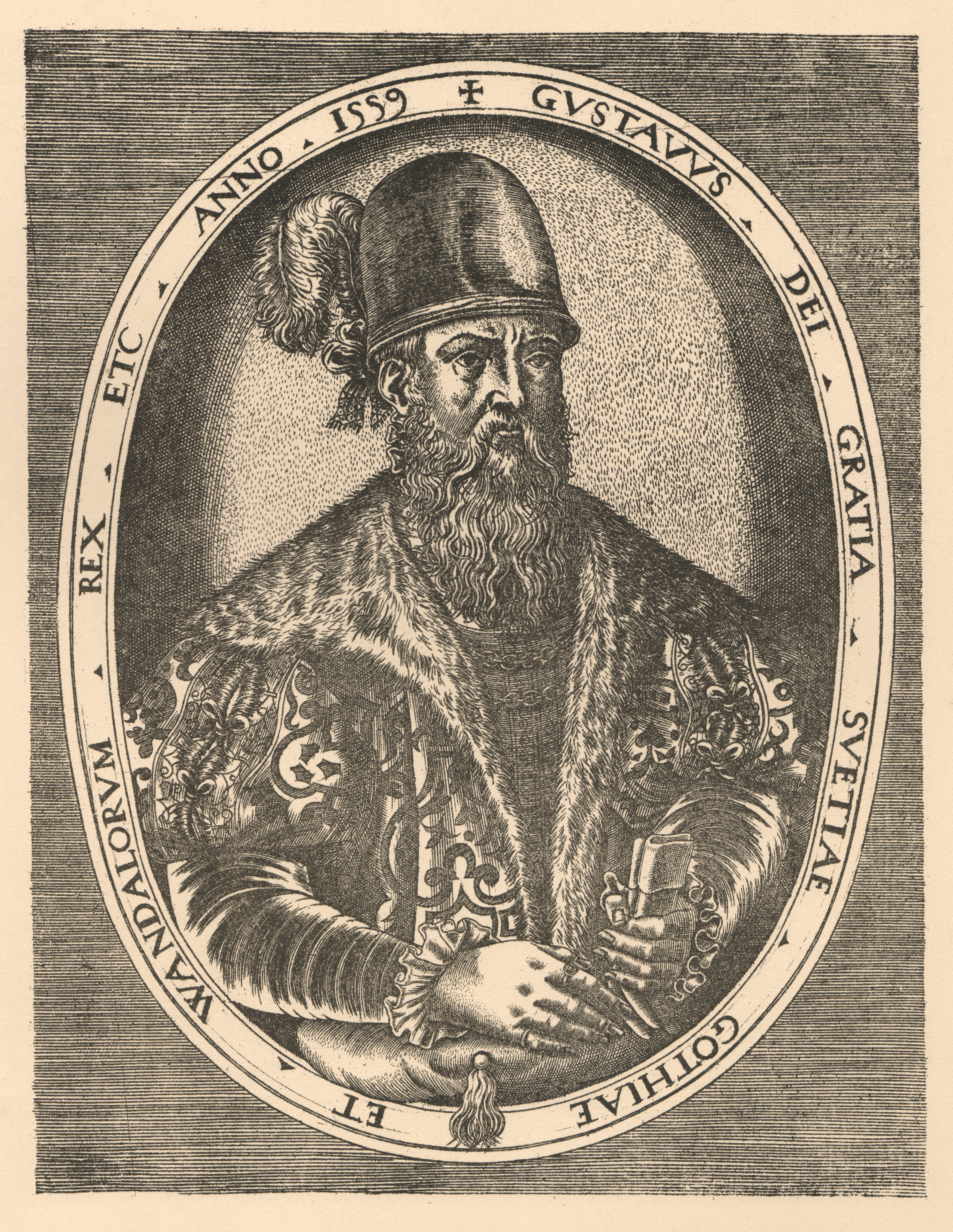
Gustav Vasa på nederländskt kopparstick av Horatius Cock 1559, avbildad i samtidens mode, möjligen efter en skiss av Domenicus ver Wilt.